# Кастуера
Кастуера (ісп. Castuera) — муніципалітет в Іспанії, у складі автономної спільноти Естремадура, у провінції Бадахос. Населення — 6521 особа (2010).
Муніципалітет розташований на відстані близько 250 км на південний захід від Мадрида, 120 км на схід від Бадахоса.
На території муніципалітету розташовані такі населені пункти: (дані про населення за 2010 рік)
- Кастуера: 6503 особи
- Пантано-дель-Сухар: 18 осіб

## Демографія
Динаміка населення (INE ):

## Галерея зображень

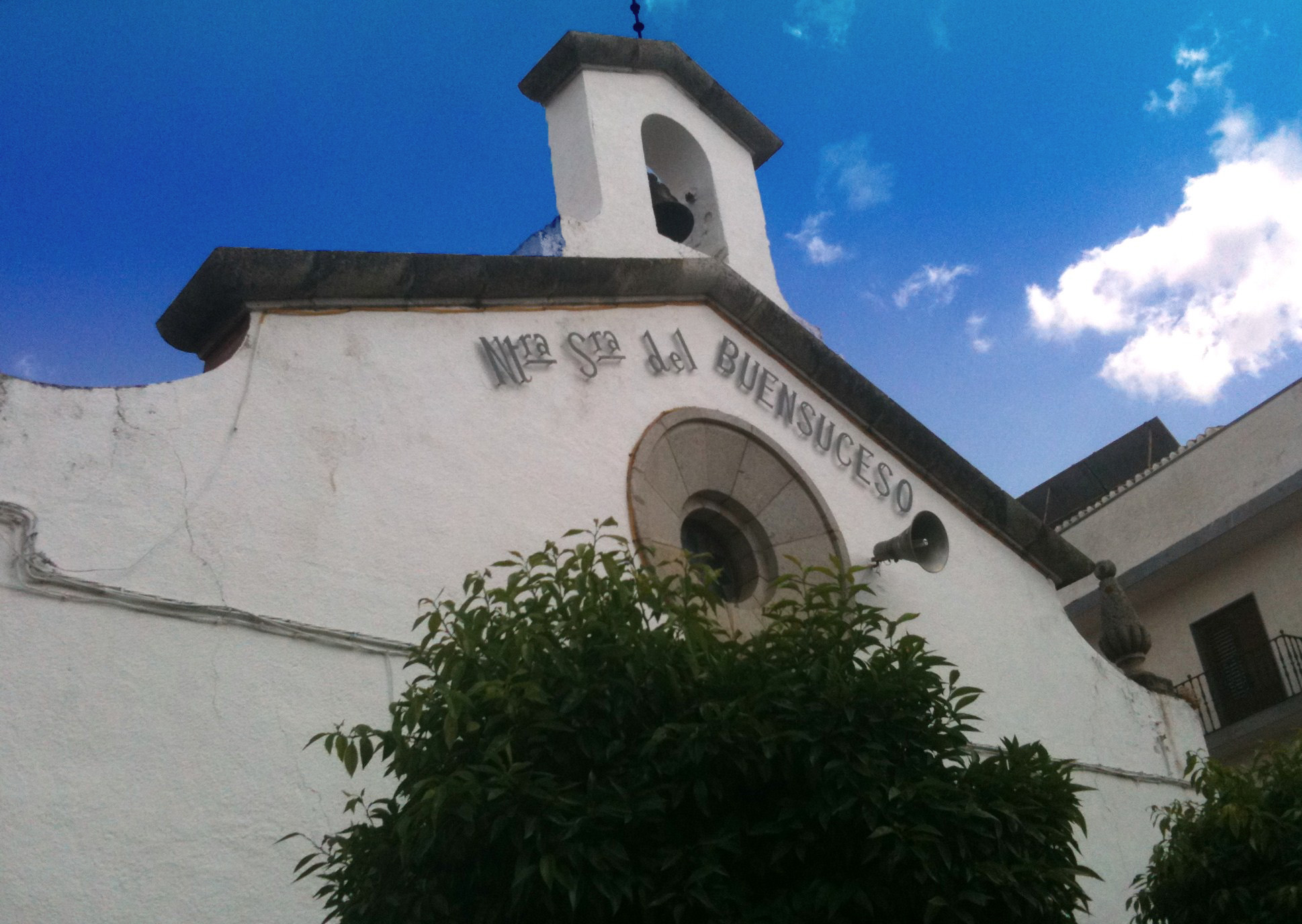
Каплиця Нуестра-Сеньйора-дель-Буенсусесо